# Autoroute A50 (Suisse)
Pour les articles homonymes, voir A50.
L’Autoroute A50 est une autoroute de la ville de Glattfelden en Suisse.